# 3490 Шольц
3490 Шольц (3490 Šolc) — астероїд головного поясу, відкритий 20 вересня 1984 року.
Тіссеранів параметр щодо Юпітера — 3,509.